# 4-я пехотная дивизия (Российская империя)
4-я пехотная дивизия — пехотное соединение в составе российской императорской армии.
Штаб дивизии: Ломжа. Входила в 6-й армейский корпус.

## История дивизии

### Формирование
Сформирована 24 июля 1806 года как 17-я дивизия. До 13 октября 1810 года в состав дивизии входила кавалерийская бригада. С 1811 года дивизия переименована в 17-ю пехотную. Впоследствии состав частей дивизии неоднократно изменялся.
Наименования дивизии:
- 24.07.1806—31.03.1811 — 17-я дивизия
- 31.03.1811—20.05.1820 — 17-я пехотная дивизия
- 20.05.1820—02.04.1833 — 5-я пехотная дивизия
- 02.04.1833—хх.хх.1918 — 4-я пехотная дивизия

В 1812 в состав дивизии входили:
- 1-я бригада
  - Рязанский пехотный полк
  - Брестский пехотный полк
- 2‑я бригада
  - Вильманстрандский пехотный полк
  - Белозерский пехотный полк
- 3‑я бригада
  - 30‑й егерский полк
  - 48‑й егерский полк
- 17‑я полевая артиллерийская бригада

### Боевые действия
В 1808—1809 годах 17-я дивизия принимала участие в русско-шведской войне, в частности, в осаде Свеаборга.
В кампанию 1812 года дивизия действовала в составе 2-го пехотного корпуса 1‑й Западной армии, в ноябре 1812 переведена в 8-й пехотный корпус.
6 августа 3-я (егерская) бригада участвовала в обороне Смоленска, а 7 августа все полки дивизии были в сражении при Валутиной Горе, где потеряли 606 чел. убитыми, 719 ранеными и 235 пропавшими без вести.
В Бородинском сражении дивизия находилась на правом фланге, в ходе боя была переброшена на левый фланг в помощь войскам 3-го пехотного корпуса и участвовала в отражении атак 5-го (польского) армейского корпуса генерала Ю. Понятовского в районе Утицкого кургана. Потери дивизии при Бородино составили 246 чел. убитыми, 851 ранеными и 540 пропавшими без вести. Позднее дивизия участвовала в Тарутинском сражении, прикрывала отход армии после Малоярославецкого сражения, была в боях при Вязьме и Красном.
В кампании 1813—1814 годов дивизия сражалась при Бауцене и Лёбау, затем под командованием генерал-майора Е. М. Пиллара в составе 8‑го пехотного корпуса генерал-лейтенанта Э. Ф. Сен-При находилась в войсках генерала А. Ф. Ланжерона (Силезская армия) и сражалась при Кацбахе, под Лёвенбергом, Лейпцигом, Майнцем, Суассоном и Парижем.
В 1912 году на Бородинском поле на Утицком кургане установлен памятник 17-й пехотной дивизии.
В период Русско-турецкой войны 1828—1829 годов дивизия (под наименованием 5-я пехотная) участвовала в осаде Силистрии, сражении при Кулевче, осаде Шумлы, взятии Адрианополя.
В 1830—1831 годы дивизия участвовала в Польской кампании, в частности в штурме Варшавы.
В 1849 году дивизия приняла участие в походе в Венгрию.
В ходе Крымской войны 1853—1856 годов дивизия сражалась, в частности, на Чёрной речке и в ходе обороны Севастополя.
В 1863 году части дивизии участвовали в подавлении Польского восстания 1863—1864 годов.
В годы Первой мировой войны:

13 августа VIII германская армия перешла в наступление и наша 2-я армия получила удар в оба фланга. На левом фланге, при Сольдау, I армейский корпус генерала Артамонова был атакован 1-м, частью 20-го германских корпусов и ландвером и осадил назад. На правом же фланге, при Гросс Бессау, наша 4-я пехотная дивизия VI армейского корпуса была атакована 1-м резервным и 17-м армейскими германскими корпусами и разбита. Растерявшийся командир корпуса генерал Благовещенский бросил вверенные ему войска и бежал. Корпус последовал за своим командиром и отошел прямо на юг, за границу, не предупредив ни штаб армии, ни соседа — XIII корпус, фланг и тыл которого подставлялись под удар. 4-я дивизия в бою у Гросс Бессау и Ортельсбурга лишилась 73 офицеров, 5283 нижних чинов, 16 орудий и 18 пулеметов.
— А. Керсновский. История русской армии

Падение Воли Шидловской чрезвычайно встревожило как Ставку, так и штаб Северо-Западного фронта, испугавшихся за Варшаву и приостановивших подготовку наступления формировавшейся 12-й армии. Для отобрания злосчастного этого фольварка, не представлявшего никакой тактической ценности, генерал Рузский устроил 22 и 23 января во 2-й армии ужасную бойню, зря растрепав 11 дивизий, несмотря на протесты командира VI армейского корпуса генерала Гурко, которому была навязана эта абсурдная операция. VI корпус был доведен до состава 8 дивизий. Наши потери в делах 21 — 23 января составили 353 офицера и 39 720 нижних чинов. Особенно пострадали 4-я, 25-я и 59-я пехотные дивизии.
— А. Керсновский. История русской армии
- Участница Ловичского сражения 1914 г.[5]
- В январе 1915 г. действовала у Воли Шидловской[6], а в мае-июне 1915 г. дивизия отличилась в Журавненской операции[7].
- 15.07.1917 — Приказом Верховного Главнокомандующего А. А. Брусилова № 634 4-й пехотной дивизии 6-го армейского корпуса присвоено наименование «Часть смерти с почётным правом умереть за Родину» .
- Август 1918 — По распоряжению гетмана П. Скоропадского в Особую Южную армию Украины были переданы кадры 4-й пехотной дивизии (13-й пехотный Белозерский и 14-й пехотный Олонецкий полки), из которых ранее предполагалось создать Отдельную Крымскую бригаду армии Украинской державы.

## Состав дивизии (с 02.04.1833, места дислокации и полные наименования частей — на нач. XX в.)
- 1-я бригада (Ломжа)
  - 13-й пехотный Белозерский генерал-фельдмаршала князя Волконского полк
  - 14-й пехотный Олонецкий Е. В. Петра I Короля Сербского
- 2-я бригада (1903: Ломжа; 1914: Репнинский штаб близ пос. Замбров)
  - 15-й пехотный Шлиссельбургский генерал-фельдмаршала князя Аникиты Репнина полк
  - 16-й пехотный Ладожский полк
- 4-я артиллерийская бригада (1870: Серадз[8], 1897—1913: Репнинский штаб, близ п. Замбров)
  - 1-я батарея (1897: Гродненская губерния)[8]
  - 6-я и 8-я батарея (1897: Ломжа)[8]

## Знаки различия

### Офицеры
полковник
| Описание     | Знаки различия 2-й бригады по состоянию 1874—1904 гг. | Знаки различия 2-й бригады по состоянию 1874—1904 гг. | Знаки различия 2-й бригады по состоянию 1874—1904 гг. | Знаки различия 2-й бригады по состоянию 1874—1904 гг. | Знаки различия 2-й бригады по состоянию 1874—1904 гг. | Знаки различия 2-й бригады по состоянию 1874—1904 гг. | Знаки различия 2-й бригады по состоянию 1874—1904 гг. | Знаки различия 2-й бригады по состоянию 1874—1904 гг. |
| ------------ | ----------------------------------------------------- | ----------------------------------------------------- | ----------------------------------------------------- | ----------------------------------------------------- | ----------------------------------------------------- | ----------------------------------------------------- | ----------------------------------------------------- | ----------------------------------------------------- |
| эполеты      |                                                       |                                                       |                                                       |                                                       |                                                       |                                                       |                                                       |                                                       |
| погоны       |                                                       |                                                       |                                                       |                                                       |                                                       |                                                       |                                                       |                                                       |
|              | Знаки различия 2-й бригады по состоянию 1904—1909 гг. |                                                       |                                                       |                                                       |                                                       |                                                       |                                                       |                                                       |
| эполеты      |                                                       |                                                       | yпразднён в 1884 г.                                   |                                                       |                                                       |                                                       |                                                       |                                                       |
| погоны       |                                                       |                                                       |                                                       |                                                       |                                                       |                                                       |                                                       |                                                       |
| Классный чин | полковник                                             | подполковник                                          | Майор                                                 | Капитан                                               | штабс-капитан                                         | поручик                                               | подпоручик                                            | прапорщик                                             |
| Группа       | штаб-офицеры                                          | штаб-офицеры                                          | штаб-офицеры                                          | штаб-офицеры                                          | обер-офицеры                                          | обер-офицеры                                          | обер-офицеры                                          | обер-офицеры                                          |

### Унтер-офицеры и рядовые
| Описание        | Знаки различия 2-й бригады по состоянию на 1874—1904 гг. | Знаки различия 2-й бригады по состоянию на 1874—1904 гг. | Знаки различия 2-й бригады по состоянию на 1874—1904 гг. | Знаки различия 2-й бригады по состоянию на 1874—1904 гг. | Знаки различия 2-й бригады по состоянию на 1874—1904 гг. | Знаки различия 2-й бригады по состоянию на 1874—1904 гг. |
| --------------- | -------------------------------------------------------- | -------------------------------------------------------- | -------------------------------------------------------- | -------------------------------------------------------- | -------------------------------------------------------- | -------------------------------------------------------- |
| погоны          |                                                          |                                                          |                                                          |                                                          |                                                          |                                                          |
| Описание        | Знаки различия 2-й бригады по состоянию на 1904—1909 гг. | Знаки различия 2-й бригады по состоянию на 1904—1909 гг. | Знаки различия 2-й бригады по состоянию на 1904—1909 гг. | Знаки различия 2-й бригады по состоянию на 1904—1909 гг. | Знаки различия 2-й бригады по состоянию на 1904—1909 гг. | Знаки различия 2-й бригады по состоянию на 1904—1909 гг. |
| погоны          | 1907—1909 гг.                                            |                                                          |                                                          |                                                          |                                                          |                                                          |
| Воинское звание | Подпрапорщик                                             | Фельдфебель                                              | старший унтер-офицер                                     | младший унтер-офицер                                     | Ефрейтор                                                 | Рядовой                                                  |
| Группа          | Унтер-офицеры                                            | Унтер-офицеры                                            | Унтер-офицеры                                            | Унтер-офицеры                                            | Рядовые                                                  | Рядовые                                                  |

### Другие знаки различия 2-й бригады

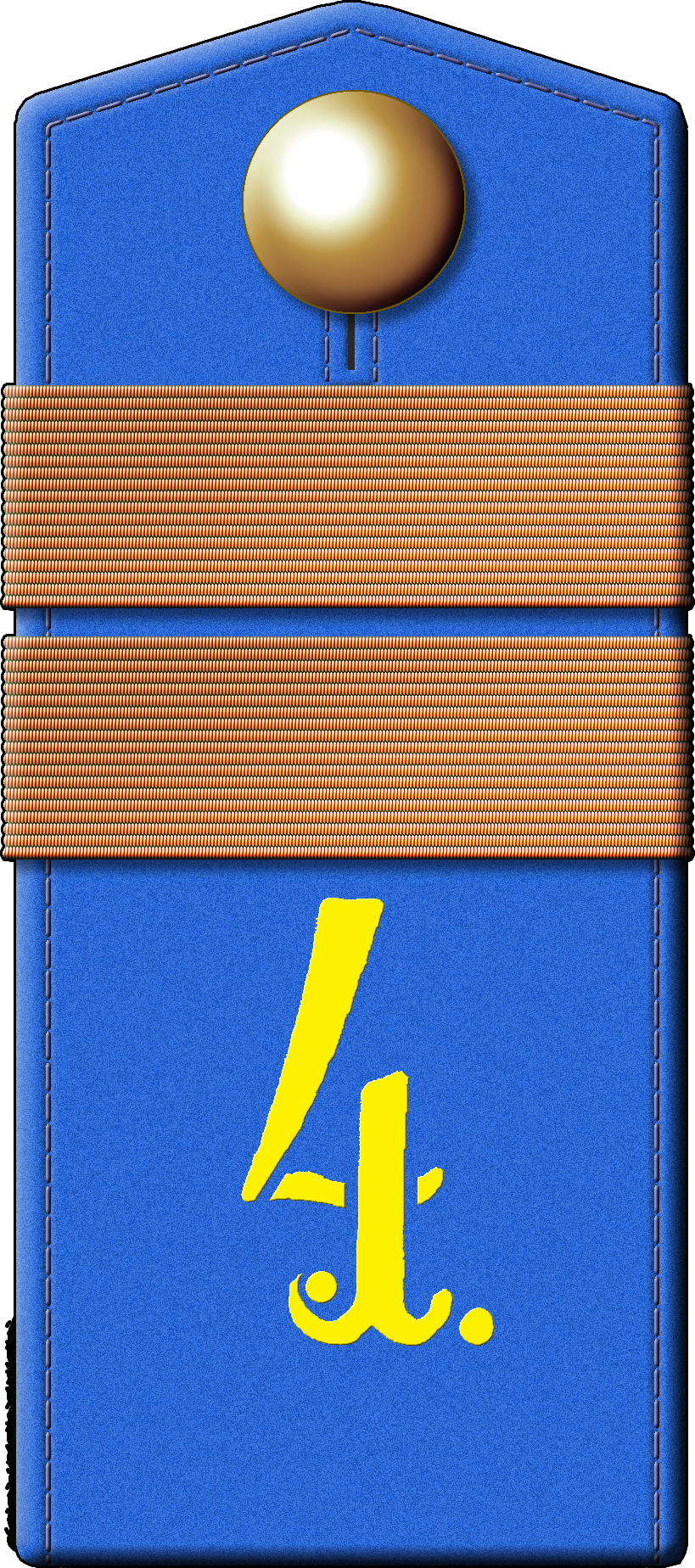
Погон воинского звания (1900—1904 гг.) «Оружейный мастер 1-го разряда»
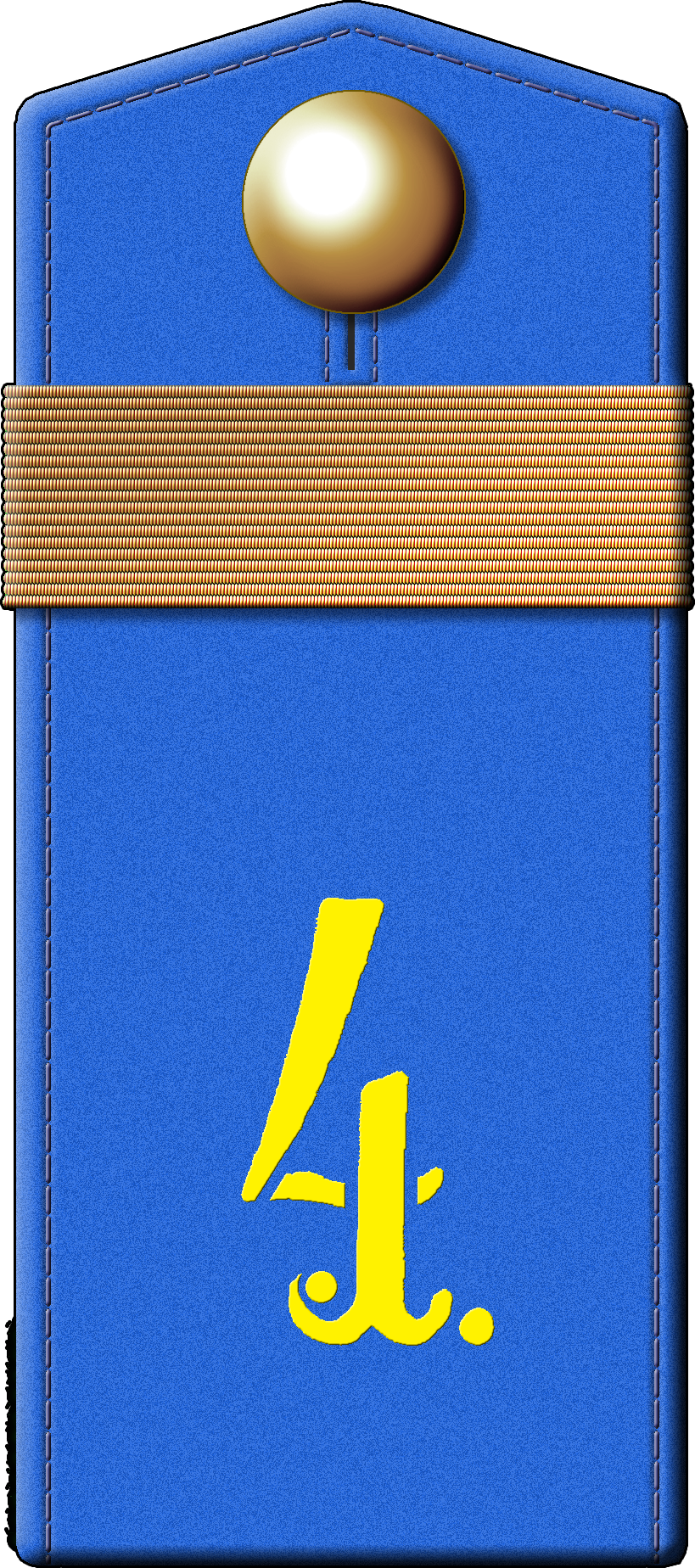
Погон воинского звания (1900—1904 гг.) «Оружейный мастер 2-го разряда»

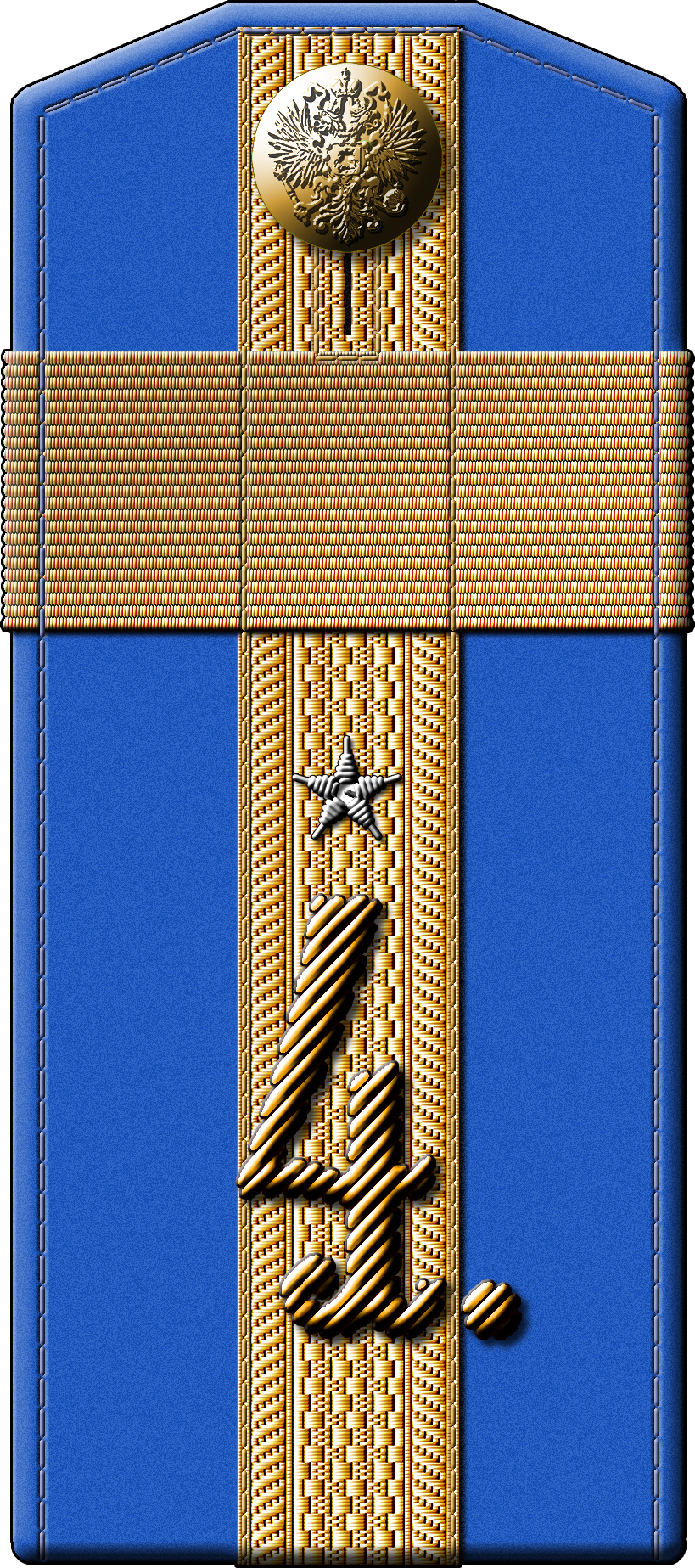
Погон воинского звания (1904—1909 гг.) «Зауряд-прапорщик, в должности фельдфебеля»
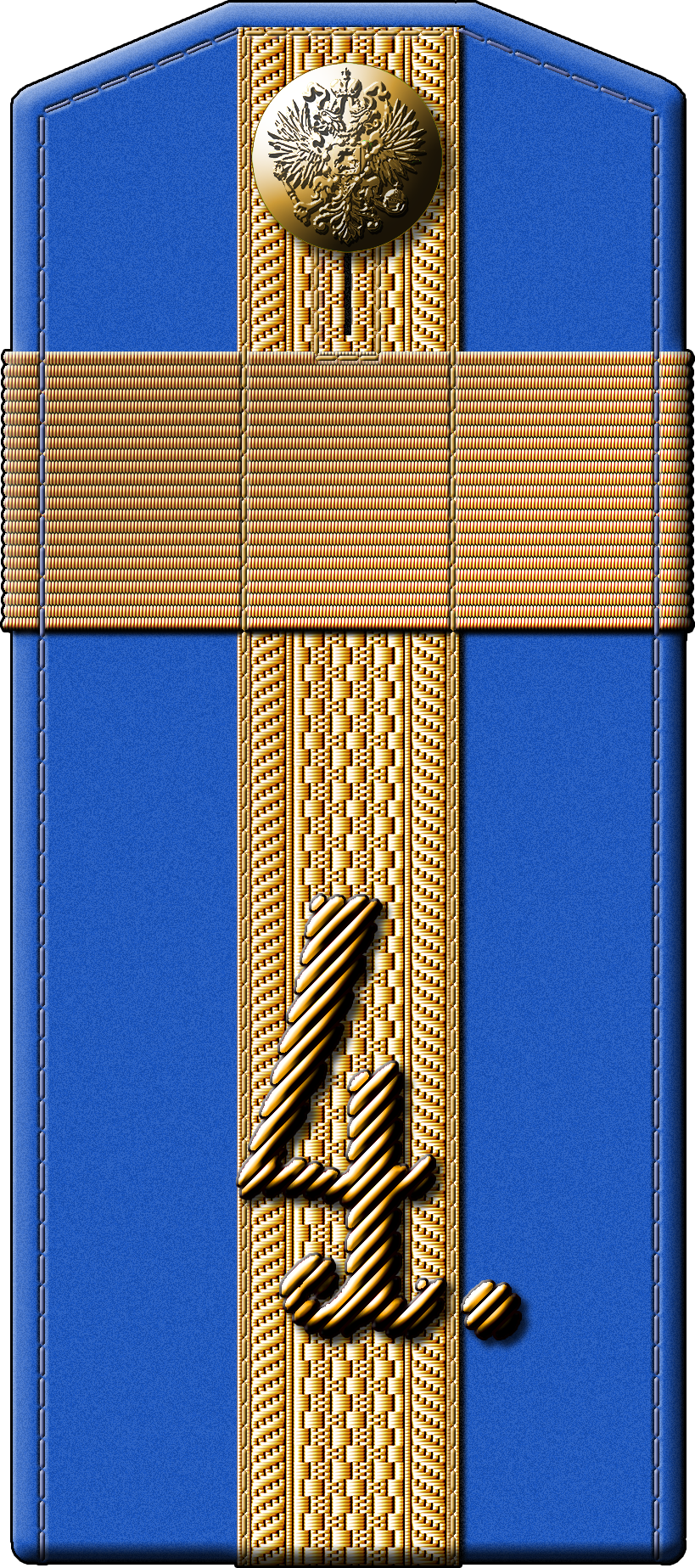
Погон воинского звания (1907—1911 гг.) «Подпрапорщик в должности фельдфебеля»
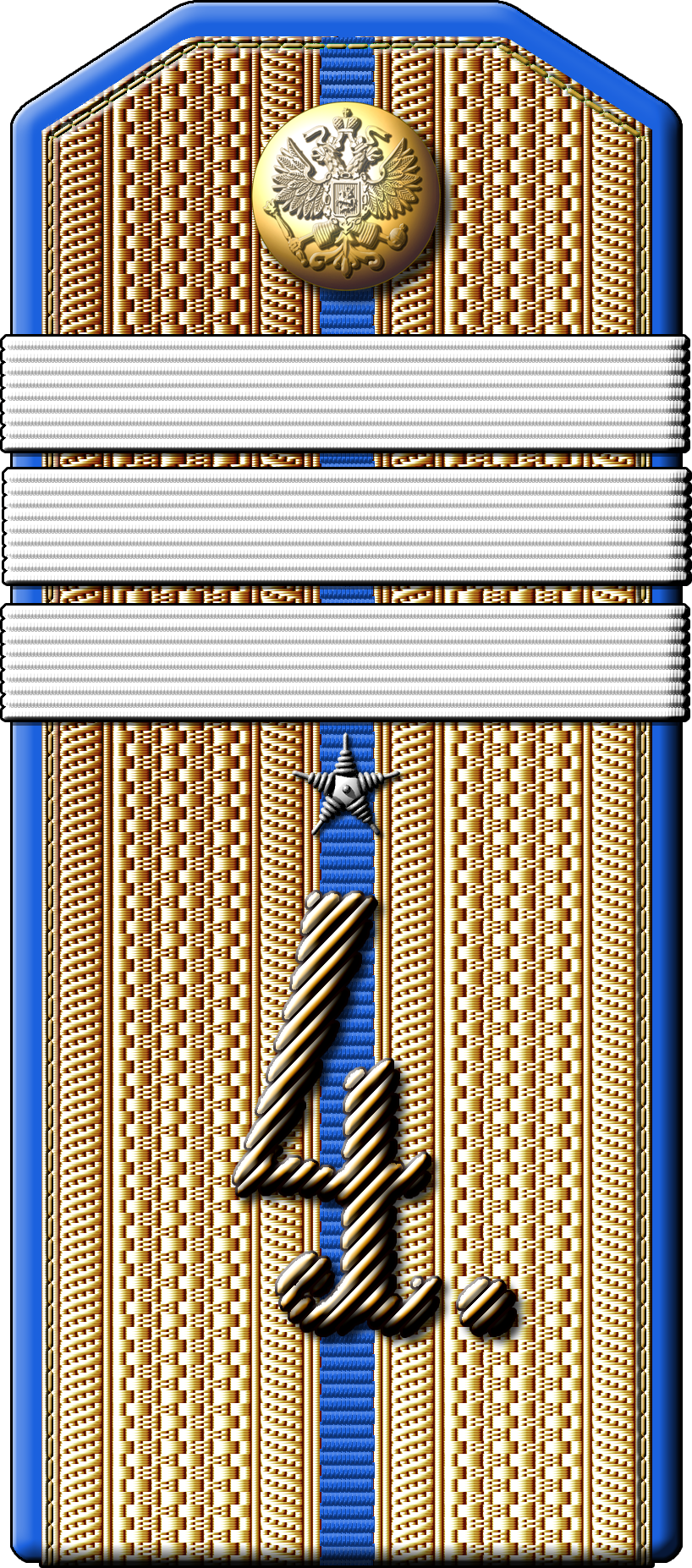
Погон воинского звания (1904—1909 гг.) Зауряд-прапорщик (произведённый из старших унтер-офицеров)
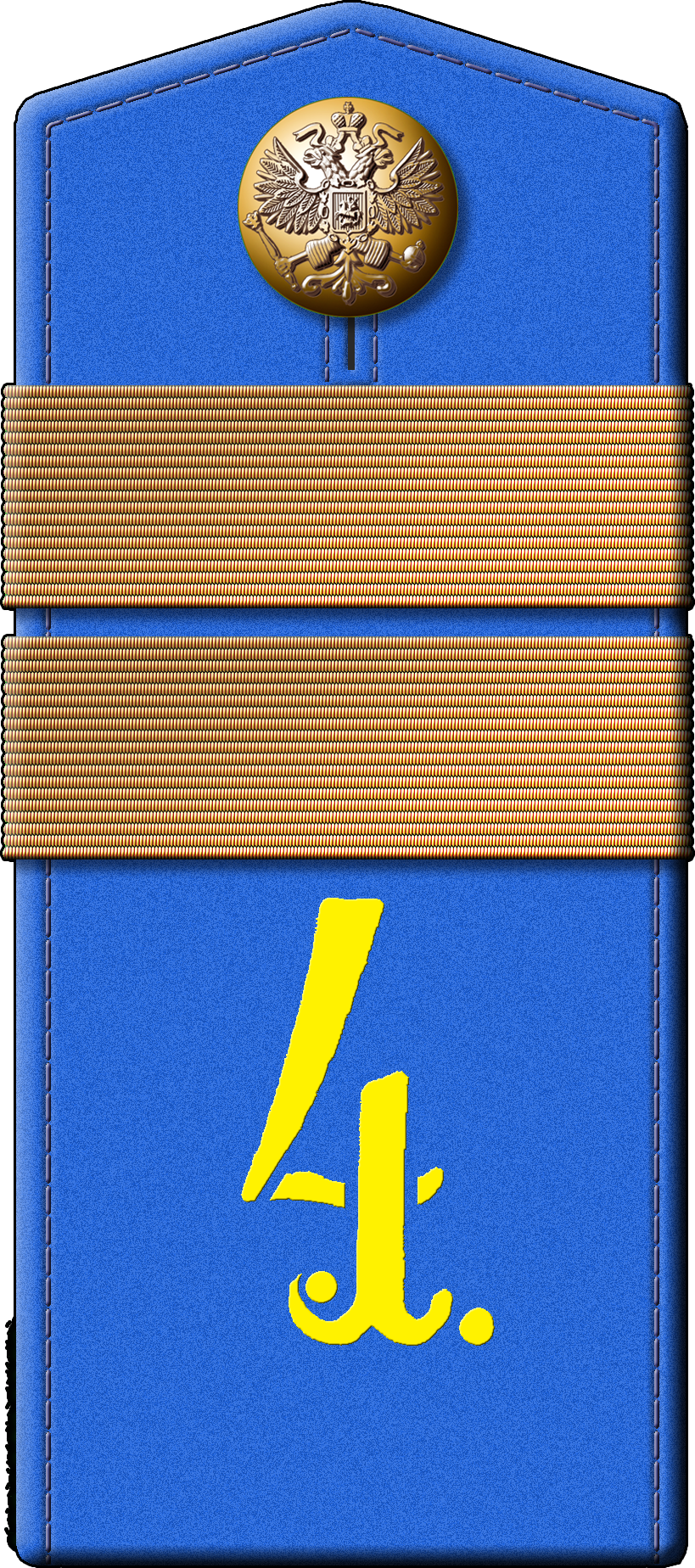
Погон воинского звания (1904—1909 гг.) «Оружейный мастер 1-го разряда»
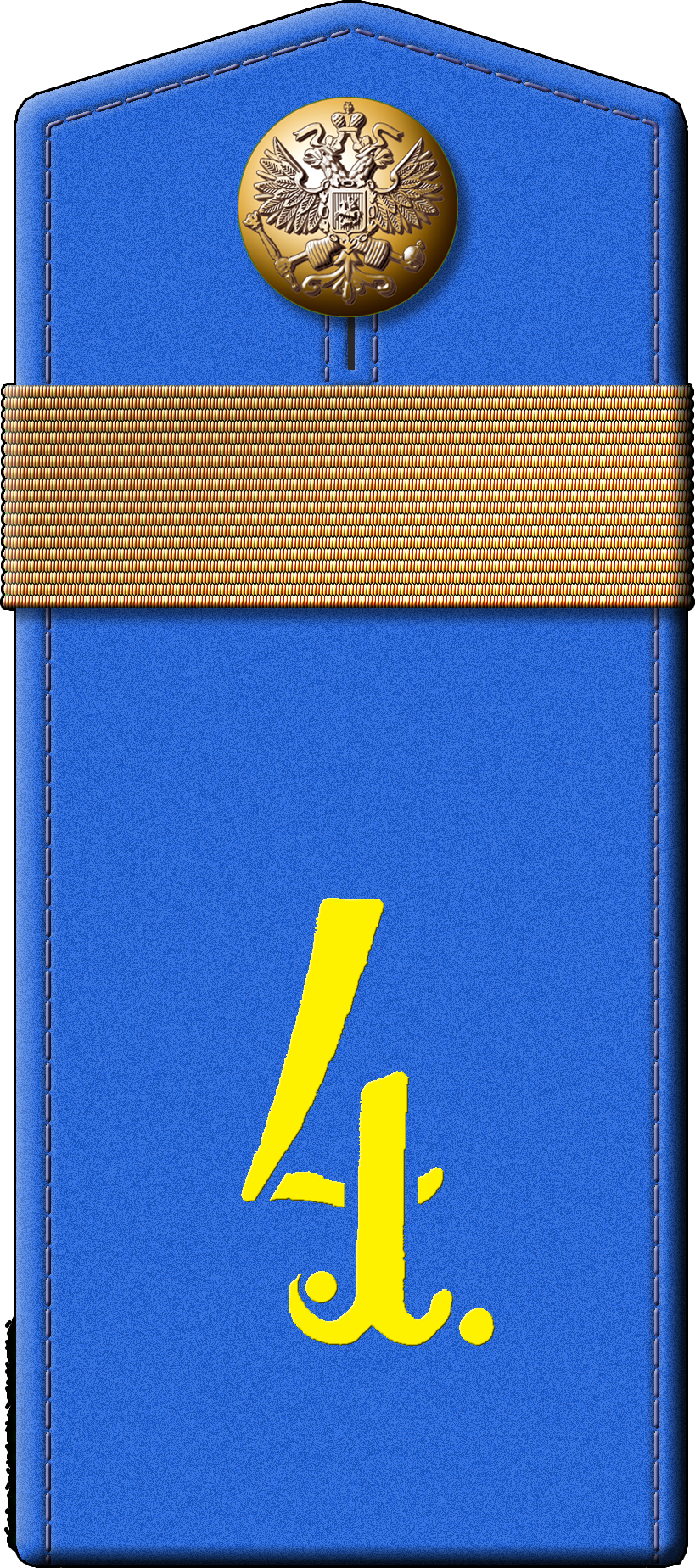
Погон воинского звания (1904—1909 гг.) «Оружейный мастер 2-го разряда»
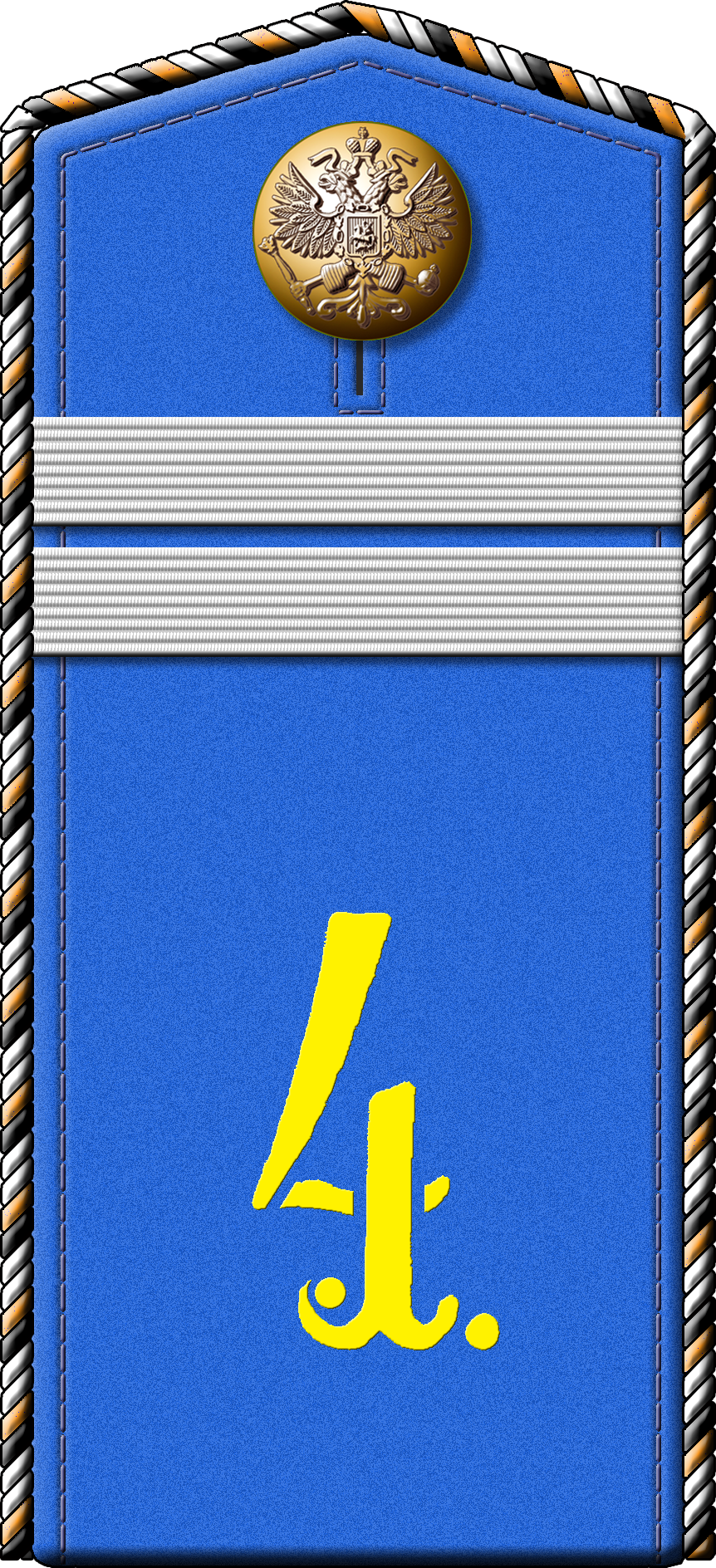
Погон воинского звания (1904—1909 гг.) «Младший унтер-офицер на правах вольноопределяющегося»
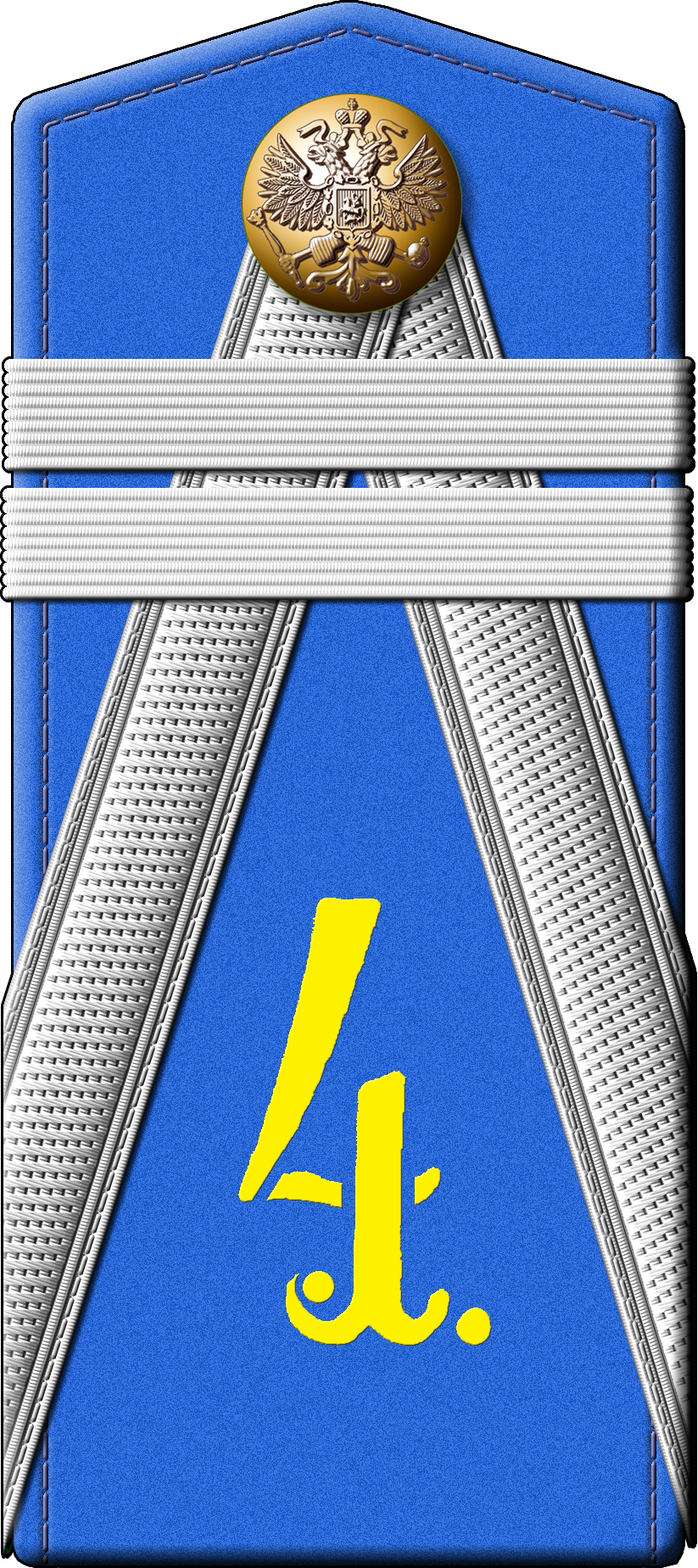
Погон воинского звания (1904—1909 гг.) «Младший унтер-офицер — кандидат на классную должность»

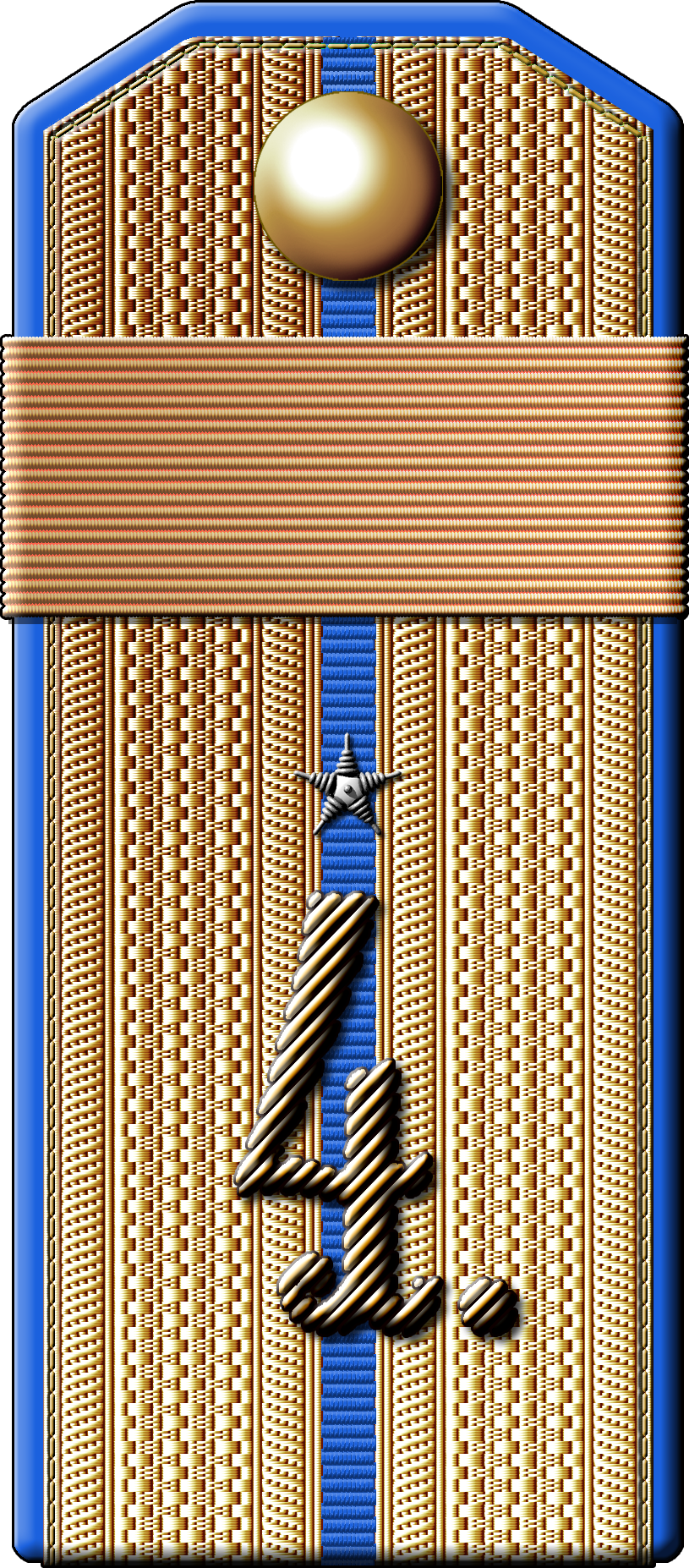
Погон воинского звания (1891—1904 гг.) «Зауряд-прапорщик, произведённый из фельдфебелей»
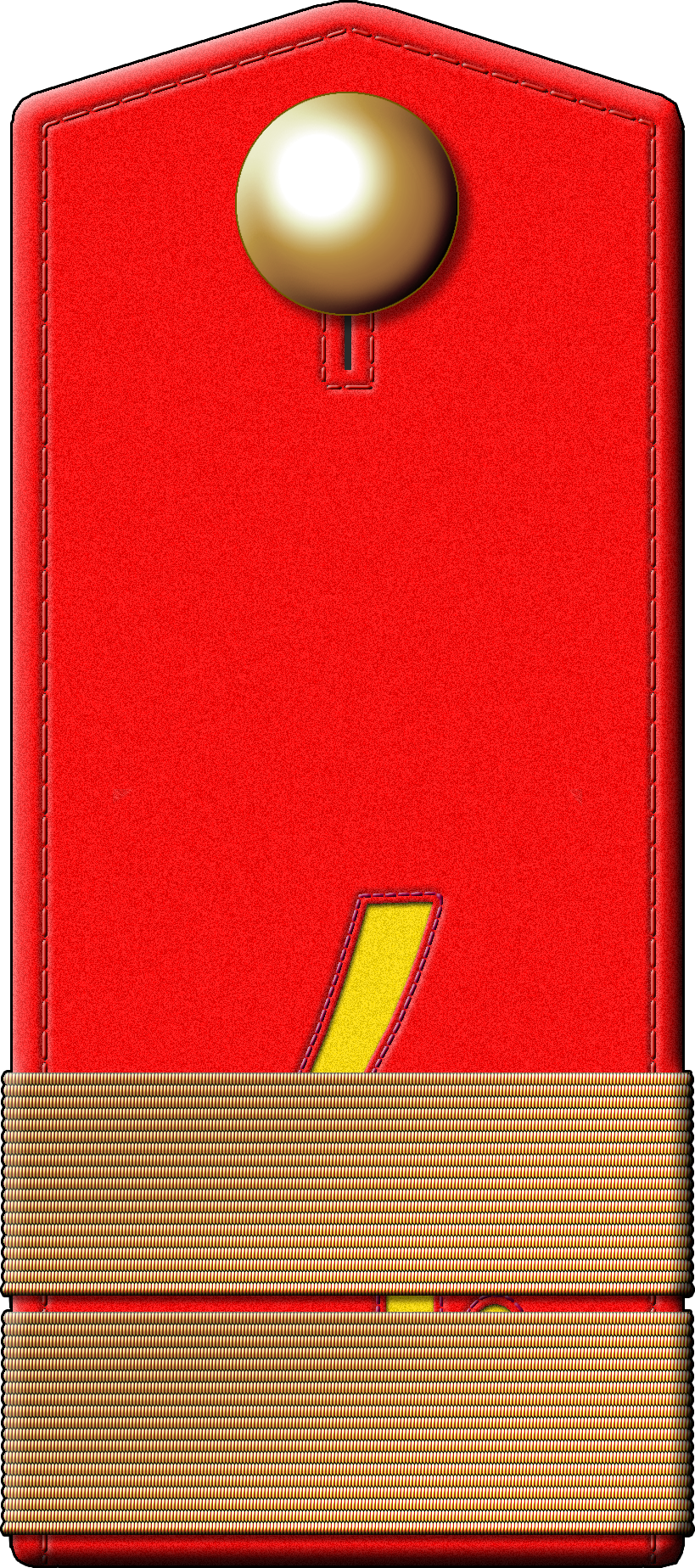
Погон воинского звания (1869—1874 гг.) «Оружейный мастер 1-го разряда»
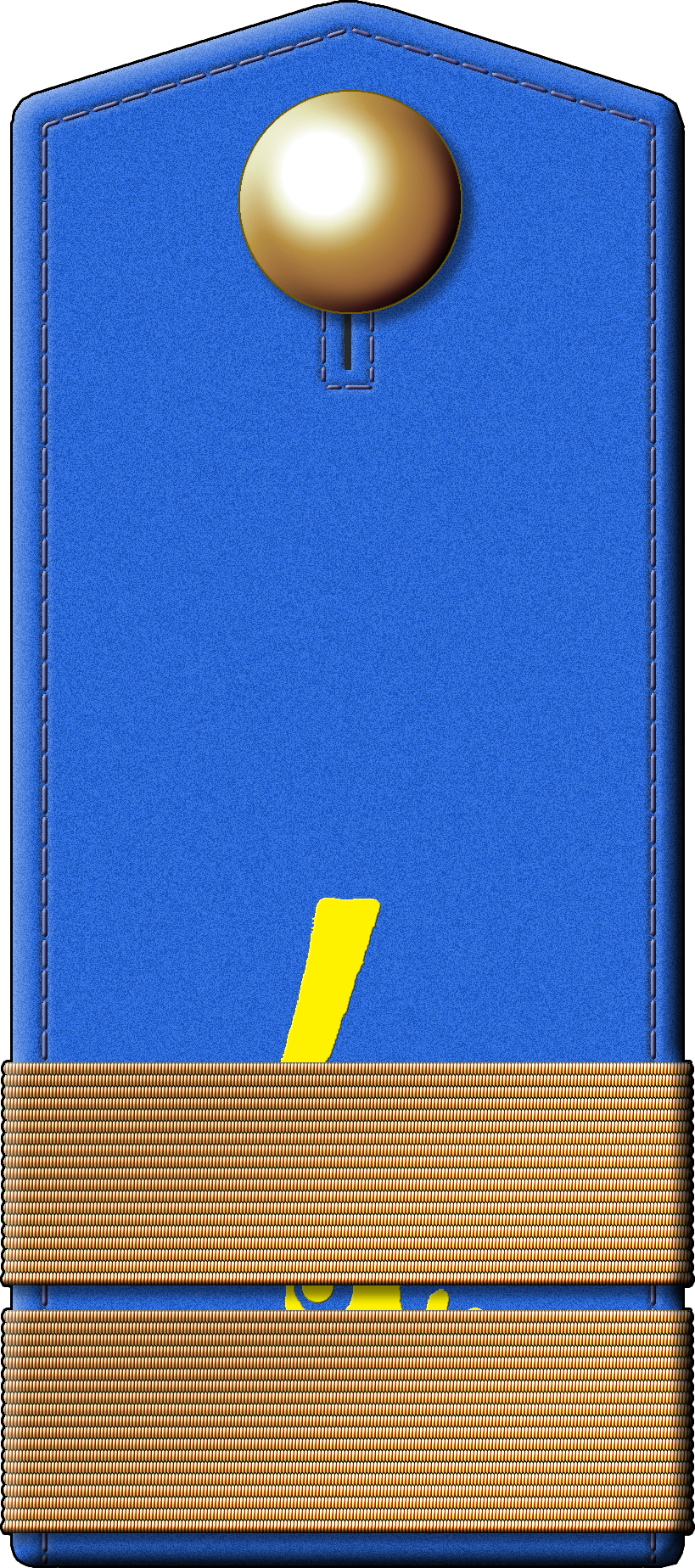
Погон воинского звания (1874—1900 гг.) «Оружейный мастер 1-го разряда»
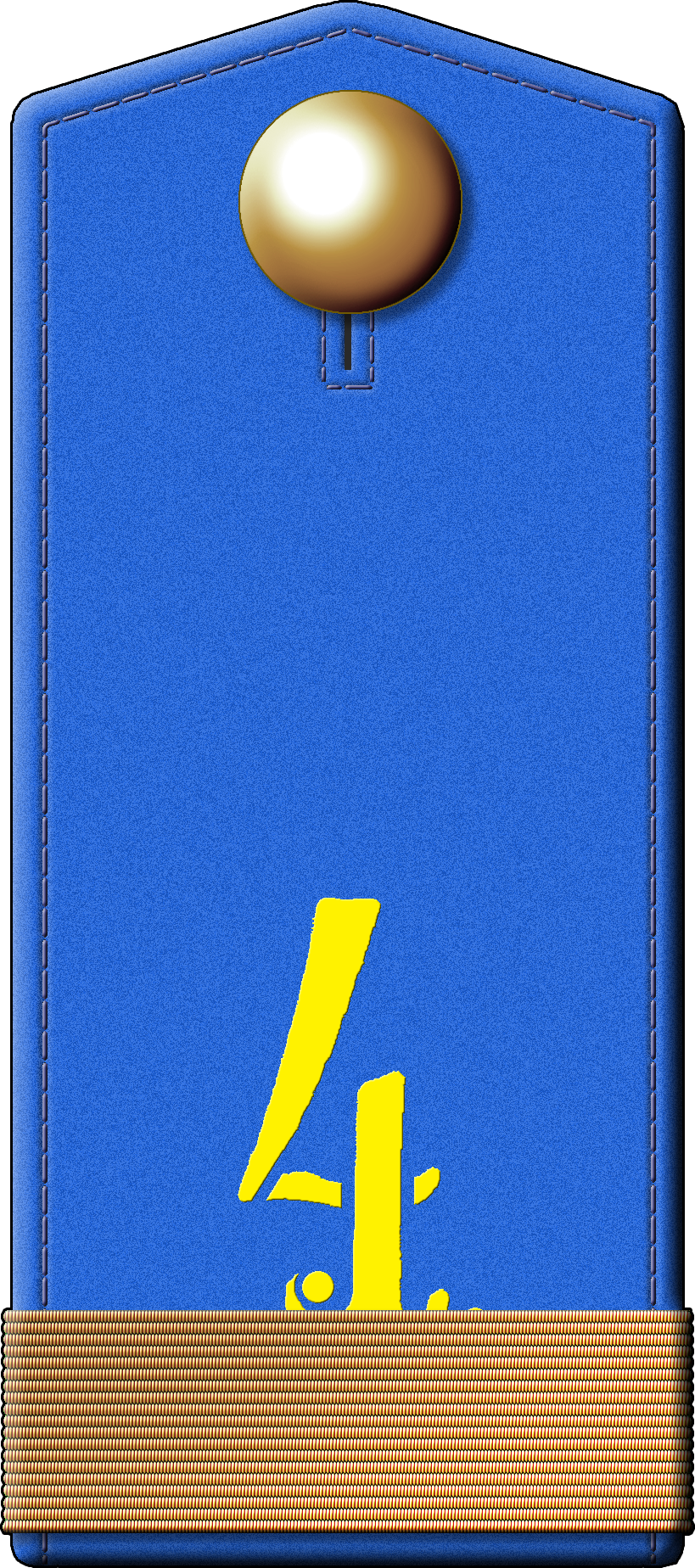
Погон воинского звания (1874—1900 гг.) «Оружейный мастер 2-го разряда»
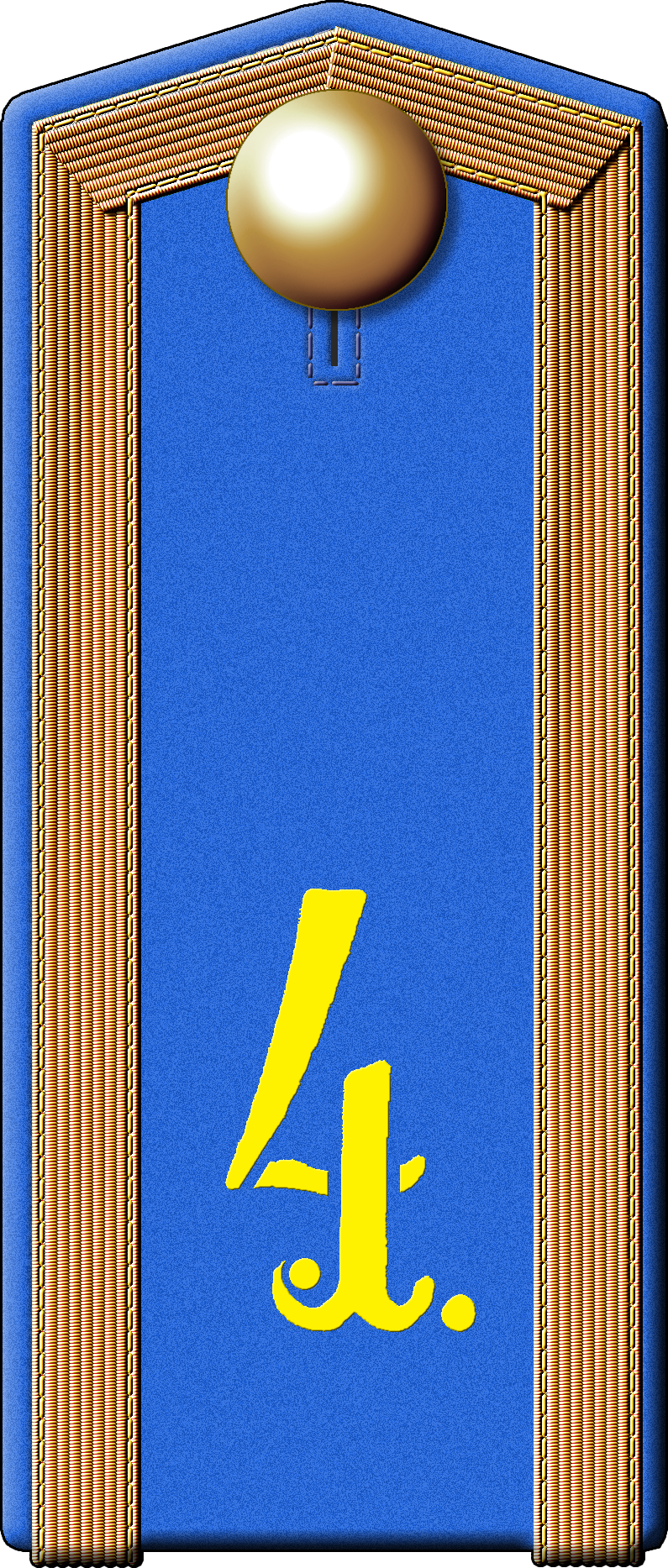
Погон воинского звания (1874—1903 гг.) «Подпрапорщик, выпускник юнкерского училища, ожидающий производства в офицеры» «Юнкер» (с 1886 г.)
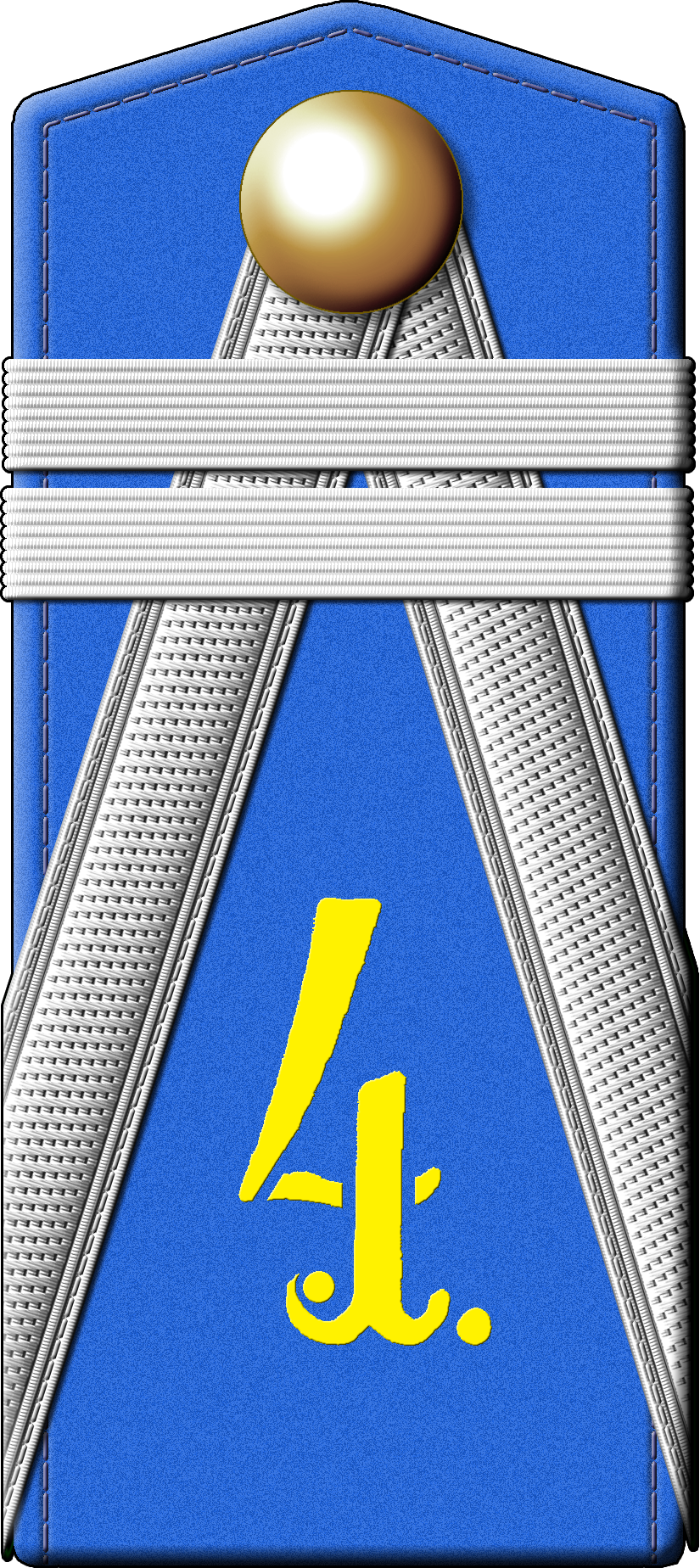
Погон воинского звания (1899—1904 гг.) «Младший унтер-офицер — кандидат на классную должность»
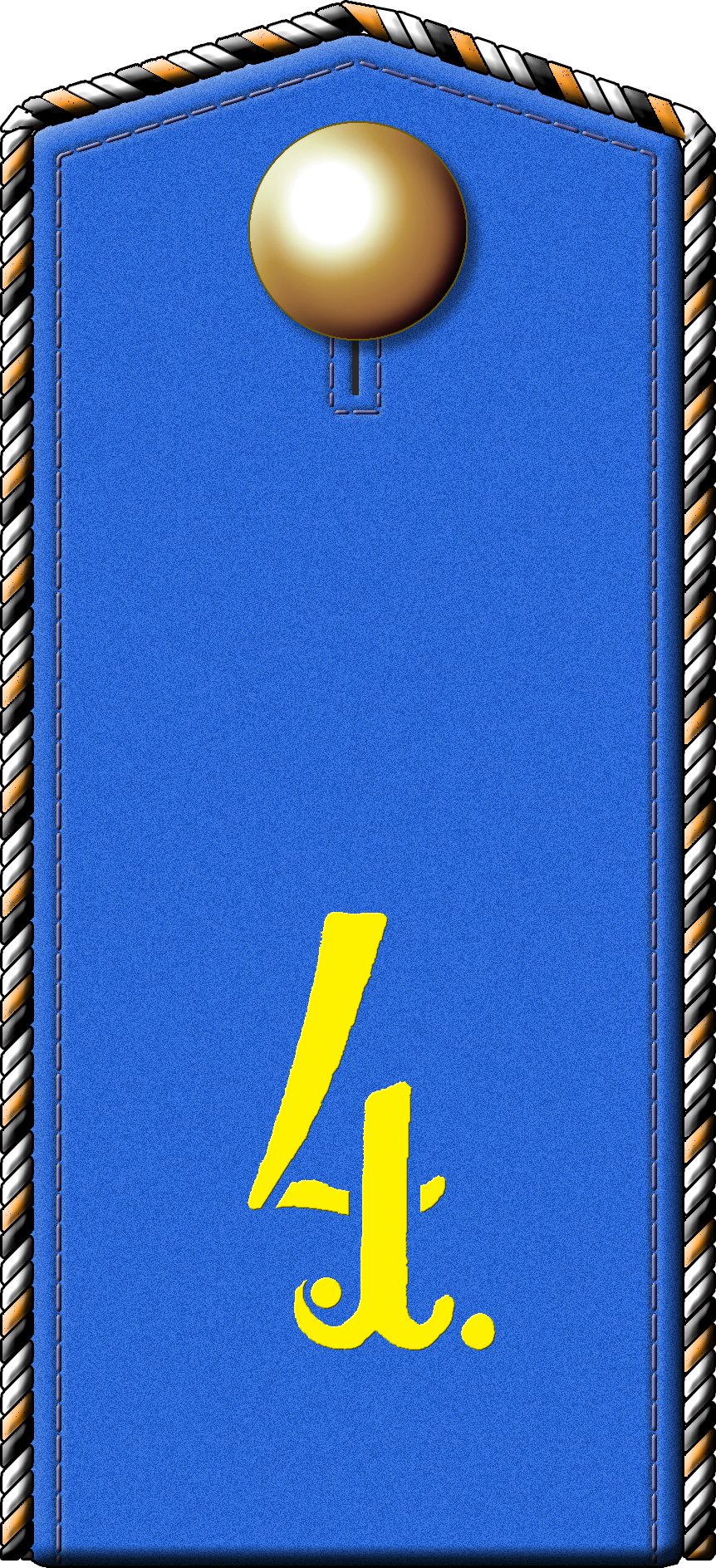
Погон воинского звания (1874—1904 гг.) «Рядовой на правах вольноопределяющегося»

- Погон воинского звания
(1874—1903 гг.)
«Подпрапорщик,
выпускник юнкерского училища,
ожидающий производства в офицеры»
«Юнкер» (с 1886 г.)
- Погон воинского звания
(1899—1904 гг.)
«Младший
унтер-офицер — кандидат
на классную должность»
- Погон воинского звания
(1874—1904 гг.)
«Рядовой на правах
вольноопределяющегося»

- Погон воинского звания
(1900—1904 гг.)
«Оружейный мастер
1-го разряда»
- Погон воинского звания
(1900—1904 гг.)
«Оружейный мастер
2-го разряда»

- Погон воинского звания
(1904—1909 гг.)
«Зауряд-прапорщик,
в должности фельдфебеля»
- Погон воинского звания
(1907—1911 гг.)
«Подпрапорщик
в должности
фельдфебеля»
- Погон воинского звания
(1904—1909 гг.)
Зауряд-прапорщик (произведённый из
старших унтер-офицеров)
- Погон воинского звания
(1904—1909 гг.)
«Оружейный мастер
1-го разряда»
- Погон воинского звания
(1904—1909 гг.)
«Оружейный мастер
2-го разряда»
- Погон воинского звания
(1904—1909 гг.)
«Младший
унтер-офицер на правах
вольноопределяющегося»
- Погон воинского звания
(1904—1909 гг.)
«Младший
унтер-офицер — кандидат
на классную должность»

## Командование дивизии
(Командующий в дореволюционной терминологии означал временно исполняющего обязанности начальника или командира. Должности начальника дивизии соответствовал чин генерал-лейтенанта, и при назначении на эту должность генерал-майоров они оставались командующими до момента своего производства в генерал-лейтенанты).

### Начальники дивизии
- 16.08.1806 — 26.11.1806 — командующий генерал-майор князь Одоевский, Иван Сергеевич
- 26.11.1806 — 16.08.1807 — генерал-лейтенант (с 27.06.1807 генерал от инфантерии) князь Лобанов-Ростовский, Дмитрий Иванович
- 16.08.1807 — 02.03.1808 — генерал-лейтенант Малютин, Пётр Фёдорович
- 02.03.1808 — 04.05.1811 — генерал-лейтенант (с 17.11.1809 генерал от инфантерии) граф Каменский, Николай Михайлович
- 28.08.1811 — 15.02.1820 — генерал-лейтенант Олсуфьев, Захар Дмитриевич[10]
  - хх.08.1813 — 14.01.1814 — командующий генерал-майор Алексеев, Иван Степанович
  - 14.01.1814 — 29.08.1814 — командующий генерал-майор Керн, Ермолай Фёдорович
  - 29.08.1814 — 13.04.1815 — командующий генерал-майор Тучков, Павел Алексеевич
- 15.02.1820 — 24.10.1824 — генерал-лейтенант Эмме, Иван Фёдорович[11]
- 24.10.1824 — 13.01.1829 — генерал-майор (с 22.08.1826 генерал-лейтенант) Юшков, Александр Иванович
- 13.01.1829 — 06.12.1833 — генерал-лейтенант Сулима, Николай Семёнович[12]
- 06.12.1833 — 07.11.1835[13] — генерал-лейтенант Свечин, Алексей Александрович
- 07.11.1835 — 04.02.1839 — генерал-майор (с 06.12.1837 генерал-лейтенант) Маевский, Сергей Иванович
- 04.02.1839 — 14.05.1845 — генерал-лейтенант Малиновский, Селиверст Сигизмундович
- 14.05.1845 — 21.06.1846 — командующий генерал-майор Коцебу, Мориц Евстафьевич
- 21.06.1846 — 03.10.1853 — генерал-майор (с 23.03.1847 генерал-лейтенант) Карлович, Антон Михайлович
- 03.10.1853 — 01.08.1861 — генерал-лейтенант Шепелев, Александр Иванович
  - в 1854—1855 — генерал-майор Бабкин, Григорий Данилович (временно)
- 01.08.1861 — 11.05.1863 — генерал-лейтенант Бруннер, Андрей Осипович
- 11.05.1863 — 07.09.1863 — генерал-майор (с 30.08.1863 генерал-лейтенант) Маслов, Николай Александрович
- 07.09.1863 — 30.03.1868[14][15] — генерал-лейтенант Бельгард, Карл Александрович
- 14.04.1868 — после 15.03.1872 — генерал-майор (с 20.05.1868 генерал-лейтенант) Циммерман, Аполлон Эрнестович
- 04.07.1872 — 04.11.1883 — генерал-лейтенант Ромишевский, Владислав Феликсович
- 04.11.1883 — 01.05.1884 — генерал-лейтенант Абрамов, Александр Константинович
- 31.05.1884 — 03.03.1887 — генерал-майор (с 30.08.1884 генерал-лейтенант) Божерянов, Александр Михайлович
- 11.03.1887 — 02.02.1888[16] — генерал-майор (с 30.08.1887 генерал-лейтенант) Курлов, Аркадий Никанорович
- 08.03.1888 — 19.04.1891 — генерал-лейтенант Тяжельников, Иван Иванович (младший)
- 24.04.1891 — 20.09.1891 — генерал-майор Боголюбов, Андрей Андреевич (временный командующий)
- 11.08.1891 — 16.02.1896 — генерал-лейтенант Самохвалов, Михаил Петрович
- 21.02.1896 — 26.07.1899 — генерал-лейтенант Гребенщиков, Яков Александрович
- 05.08.1899 — 09.03.1900 — генерал-майор (с 06.12.1899 генерал-лейтенант) Фуллон, Иван Александрович
- 20.03.1900 — 24.09.1901 — генерал-лейтенант Баженов, Пётр Николаевич
- 24.11.1901 — 10.12.1902 — генерал-майор (с 06.12.1901 генерал-лейтенант) Шатилов, Николай Павлович
- 10.12.1902 — 18.04.1903 — генерал-майор (с 04.06.1903 генерал-лейтенант) Бухгольц, Владимир Егорович
- 17.05.1903 — 28.03.1907 — генерал-майор (с 28.03.1904 генерал-лейтенант) Фёдоров, Алексей Васильевич
- 06.04.1907 — 15.05.1912 — генерал-майор (с 22.04.1907 генерал-лейтенант) Войшин-Мурдас-Жилинский, Ипполит Паулинович
- 07.06.1912 — 26.08.1914 — генерал-лейтенант Комаров, Николай Николаевич
- 06.09.1914 — 29.09.1915 — генерал-лейтенант Милеант, Гавриил Георгиевич
- 17.10.1915 — 09.08.1916 — генерал-майор Баудер, Виктор Фёдорович
- 18.04.1917 — 08.07.1917 — генерал-лейтенант Май-Маевский, Владимир Зенонович
- 18.07.1917 — после 21.09.1917 — генерал-майор Будянский, Дмитрий Аристархович

### Начальники штаба
Должность начальника штаба дивизии введена 1 января 1857 года.
- 01.01.1857 — 28.11.1857 — подполковник Клугин, Лавр Никанорович
- 28.11.1857 — 02.05.1859 — полковник Дараган, Михаил Иванович
- 02.05.1859 — 18.06.1859 — подполковник Пестов, Григорий Семёнович
- 18.06.1859 — 22.03.1862 — подполковник (с 30.08.1861 полковник) Дерожинский, Валериан Филиппович
- 22.03.1862 — 11.05.1863 — подполковник Орановский, Алоизий Казимирович
- 11.05.1863 — 25.12.1863 — подполковник Тарасенков, Фёдор Васильевич
- 25.12.1863 — 13.04.1866 — подполковник (с 12.04.1864 полковник) Крживоблоцкий, Яков Степанович
- хх.хх.1866 — 28.03.1874 — подполковник (с 31.03.1868 полковник) Барковский, Николай Иванович
- 09.04.1874 — 09.03.1878 — полковник Христиани, Василий Васильевич
- 25.03.1878 — 30.04.1878 — полковник Филиппов, Владимир Николаевич
- 07.05.1878 — 12.02.1884 — полковник Поль, Александр Карлович
- 17.03.1884 — 09.06.1884 — полковник Байков, Лев Матвеевич[17].
- 09.06.1884 — 28.09.1884 — полковник Барановский, Валентин Михайлович
- 07.10.1884 — 03.03.1888 — полковник Стромилов, Николай Николаевич
- 13.03.1888 — 17.11.1890 — полковник Литвинов, Николай Алексеевич
- 17.11.1890 — 07.08.1892 — полковник Доможиров, Пётр Петрович
- 07.08.1892 — 13.09.1893 — полковник Арбузов, Николай Михайлович
- 27.09.1893 — 27.07.1894 — полковник Юрковский, Владимир Иванович
- 14.08.1894 — 27.08.1900 — полковник Фёдоров, Семён Иванович
- 24.11.1900 — 11.07.1901 — подполковник (с 06.12.1900 полковник) Мюллер, Николай Александрович
- 17.08.1901 — 11.07.1902 — подполковник Поливанов, Николай Дмитриевич
- 12.09.1902 — 14.12.1904 — подполковник (с 06.04.1903 полковник) Бурковский, Владимир Константинович
- 07.04.1905 — 24.05.1913 — полковник Токарев, Владимир Николаевич
- 24.05.1913 — 06.01.1915 — полковник Сербинович, Константин Иванович
- 06.01.1915 — 20.04.1916 —полковник Марковский, Василий Иосифович (временно исправляющий должность)
- 27.04.1916 — 30.04.1917 — полковник (с 06.12.1916 генерал-майор) Трещенков, Александр Евгеньевич
- 30.04.1917 — хх.хх.хххх — подполковник (с 15.08.1917 полковник) Коренев, Николай Александрович

### Командиры 1-й бригады
В период с 28 марта 1857 по 30 августа 1873 должности бригадных командиров были упразднены.
После начала Первой мировой войны в дивизии была оставлена должность только одного бригадного командира, именовавшегося командиром бригады 4-й пехотной дивизии.
- 27.09.1806 — 20.11.1808[18] — генерал-майор Муханов, Николай Терентьевич
- 20.11.1808 — 05.04.1809 — командующий полковник Пышницкий, Дмитрий Ильич
- 06.04.1809 — 29.09.1809 — генерал-майор Филисов, Павел Андреевич
- 29.09.1809 — 04.05.1812 — генерал-майор Алексеев, Иван Степанович
- 01.07.1812 — 29.08.1814 — генерал-майор граф Ивелич, Пётр Иванович
- 29.08.1814 — 25.12.1815 — генерал-майор Тучков, Павел Алексеевич
- 25.12.1815 — 19.03.1816 — генерал-майор Трескин, Михаил Львович
- 30.08.1816 — 24.11.1821 — генерал-майор Шатилов, Иван Яковлевич
- 12.12.1821 — 16.09.1826 — генерал-майор Тарбеев, Николай Петрович
- 06.12.1826 — 24.02.1828 — генерал-майор Палицын, Михаил Яковлевич
- 24.02.1828 — 07.01.1829 — генерал-майор Геркен, Пётр Фёдорович
- 19.05.1829 — 22.02.1832[19] — генерал-майор Лутковский, Георгий Алексеевич
- 25.03.1832 — 02.04.1833 — командующий флигель-адъютант полковник граф Опперман, Александр Карлович
- 02.04.1833 — 08.05.1833 — генерал-майор Крюков, Александр Павлович
- 08.05.1833 — 22.11.1835 — генерал-майор барон Герздорф, Александр Карлович
- 22.11.1835 — 04.10.1836 — генерал-майор Нилов, Александр Сергеевич
- 04.10.1836 — 04.03.1839 — генерал-майор Русанов, Дмитрий Михайлович
- 04.03.1839 — 20.04.1851 — генерал-майор Любавский, Павел Николаевич
- 20.04.1851 — 04.09.1855 — генерал-майор Бабкин, Григорий Данилович[20]
- 06.11.1855 — 28.03.1857 — генерал-майор Немов, Иван Иванович
- 30.08.1873 — 28.09.1884 — генерал-майор Аленич, Евграф Павлович
- 07.10.1884 — 07.10.1885 — генерал-майор Купфер, Фридрих Карлович
- 16.10.1885 — 16.10.1891 — генерал-майор Цытович, Николай Степанович
- 21.10.1891 — 23.07.1894 — генерал-майор Ключарёв, Сергей Иванович
- 26.07.1894 — 14.10.1894 — генерал-майор Розен, Степан Фёдорович
- 14.10.1894 — 20.03.1895 — генерал-майор Манснер, Иван Фёдорович
- 24.03.1895 — 18.09.1897 — генерал-майор Болтин, Николай Львович
- 18.09.1897 — 04.03.1898 — генерал-майор Курч, Степан Осипович
- 04.03.1898 — 28.11.1898 — генерал-майор Игнатьев, Николай Петрович
- 28.11.1898 — 09.10.1899 — генерал-майор Мазюкевич, Михаил Никитич
- 24.10.1899 — 20.12.1899[21] — генерал-майор Левенталь, Иван Фёдорович
- 18.01.1900 — 14.12.1902 — генерал-майор Назаров, Александр Георгиевич
- 20.01.1903 — 05.03.1905 — генерал-майор Иевреинов, Иван Иосифович
- 11.04.1905 — 01.04.1911 — генерал-майор Карпов, Иван Владимирович
- 01.04.1911 — 18.09.1912 — генерал-майор Филимонов, Николай Григорьевич
- 19.09.1912 — 29.07.1914 — генерал-майор Савич-Заблоцкий, Генрих Александрович

### Командиры 2-й бригады
- 27.09.1806 — 11.10.1806 — генерал-майор Герард, Логгин Иванович
- 31.10.1806 — 11.03.1807 — генерал-майор Скипор, Антон Петрович
- 11.03.1807 — 07.08.1812 — генерал-майор Тучков, Павел Алексеевич
- 07.08.1812 — хх.хх.1813 — командующий генерал-майор Вадковский, Яков Егорович
- хх.хх.1813 — 29.08.1814 — генерал-майор Керн, Ермолай Фёдорович
- 29.08.1814 — 05.12.1816 — генерал-майор граф Ивелич, Пётр Иванович
- 12.12.1816 — 27.03.1820 — генерал-майор Угрюмов, Павел Александрович
- 27.03.1820 — 15.02.1822 — генерал-майор Дунаев, Александр Иванович
- 23.02.1822 — 14.03.1829 — генерал-майор Кузьмин, Степан Иванович
- 14.03.1829 — 18.10.1831 — генерал-майор Малиновский, Селиверст Сигизмундович
- 03.11.1831 — 02.04.1833 — генерал-майор Крюков, Александр Павлович
- 02.04.1833 — 17.09.1837 — генерал-майор Пущин, Иван Николаевич
- 17.09.1837 — 08.07.1839 — генерал-майор Литвинов, Александр Наркизович
- 06.09.1839 — 12.12.1849 — генерал-майор Дрешерн, Фёдор Карлович
- 12.12.1849 — 12.08.1855 — генерал-майор Косциельский, Иосиф Осипович
- 12.08.1855 — 23.11.1855 —  генерал-майор Маслов, Николай Александрович
- 23.11.1855 — 28.03.1857 — командующий генерал-майор Бер, Канут (Карл) Андреевич
- 30.08.1877 — 11.10.1878 — генерал-майор Теннер, Николай Карлович
- 29.10.1878 — 19.10.1883 — генерал-майор Коноплянский, Фёдор Яковлевич
- 19.10.1883 — 16.04.1890 — генерал-майор Соловьёв, Александр Никитич
- 25.04.1890 — 21.10.1891 — генерал-майор Ключарев, Сергей Иванович
- 28.10.1891 — 28.11.1898 — генерал-майор Мазюкевич, Михаил Никитич
- 28.11.1898 — 23.06.1899 — генерал-майор Игнатьев, Николай Петрович
- 23.06.1899 — 08.04.1902 — генерал-майор Вишняков, Евгений Петрович
- 22.07.1902 — 20.01.1903 — генерал-майор Иевреинов, Иван Иосифович
- 20.01.1903 — 13.04.1904[22] — генерал-майор Тышкевич, Прокофий Семёнович
- 01.06.1904 — 12.11.1907 — генерал-майор Тюменьков, Михаил Алексеевич
- 12.11.1907 — 23.07.1911 — генерал-майор Солонина, Владимир Константинович
- 23.07.1911 — 25.08.1915 — генерал-майор Нечволодов, Александр Дмитриевич
- 25.08.1915 — 08.05.1917 — генерал-майор Шевелёв (Шнейдер), Владимир Георгиевич (Карлович)
- 13.05.1917 — 18.07.1917 — генерал-майор Будянский, Дмитрий Аристархович
- 30.08.1917 — хх.хх.хххх — генерал-майор Черлениовский, Павел Онуфриевич

### Командиры 3-й бригады
В 1833 3-я бригада расформирована.
- 27.09.1806 — 25.02.1807 — полковник Козлов, Павел
- 25.02.1807 — 20.09.1808 — генерал-майор фон Миллер, Карл Карлович
- 20.09.1808 — 17.01.1811 — полковник Ведемейер, Александр Иванович
- 17.01.1811 — 16.12.1812 — полковник (с 31.10.1812 генерал-майор) Потёмкин, Яков Алексеевич
- 16.12.1812 — 14.01.1814 — генерал-майор Алексеев, Иван Степанович
- 14.01.1814 — 29.08.1814 — полковник (с 15.05.1814 генерал-майор) Делагард, Август Осипович
- 29.08.1814 — 05.05.1816 — генерал-майор Керн, Ермолай Фёдорович
- 30.08.1816 — 13.09.1816 — генерал-майор Алексеев, Павел Яковлевич
- 13.09.1816 — 11.02.1817 — генерал-майор Талызин, Александр Иванович
- 15.05.1817 — 17.04.1822 — генерал-майор Сулима, Николай Семёнович
- 17.04.1822 — 09.06.1822 — генерал-майор Полешко, Степан Григорьевич
- 30.08.1822 — 12.11.1824[23] — генерал-майор Чубаров, Павел Михайлович
- 16.01.1825 — 20.05.1826 — генерал-майор Траскин, Семён Иванович
- 20.05.1826 — 23.01.1829 — генерал-майор Ножин, Александр Фёдорович
- 23.01.1829 — 07.02.1830 — генерал-майор Фролов, Пётр Николаевич
- 26.02.1830 — 11.04.1830 — генерал-майор Лаптев, Николай Иванович
- 11.04.1830 — 06.10.1830 — генерал-майор Мартынов, Николай Петрович
- 06.10.1830 — 02.04.1833 — генерал-майор Пущин, Иван Николаевич

### Помощники начальника дивизии
В период с 28 марта 1857 года по 30 августа 1873 года помощники начальника дивизии фактически являлись бригадными командирами.
- 28.03.1857 — 20.09.1861 — генерал-майор Воронов, Павел Алексеевич
- 20.09.1861 — 01.01.1863 — генерал-майор Развадовский, Константин Иванович
- 01.01.1863 — 03.10.1863[24] — генерал-майор Попов, Николай Иванович
- 16.10.1863 — 18.01.1865 — генерал-майор Шелькинг, Эмиль Львович
- 18.01.1865 — 03.12.1869[25] — генерал-майор Мацнев, Владимир Николаевич
- 07.12.1869 — 11.02.1872 — генерал-майор Тавастшерн, Вильгельм Генрихович[26]
- 11.02.1872 — после 01.08.1872 — генерал-майор Нильсон, Андрей Андреевич
- хх.хх.1872 — 30.08.1873[27] — генерал-майор Аленич, Евграф Павлович

### Командиры 4-й артиллерийской бригады
Номер в наименовании артиллерийской бригады изменялся параллельно с номером пехотной дивизии, к которой бригада была приписана.
До 1875 г. должности командира артиллерийской бригады соответствовал чин полковника, а с 17 августа 1875 г. - чин генерал-майора.
- 18.09.1806 — 14.02.1811 — подполковник (с 17.01.1807 полковник) Аргун, Григорий Давыдович
- 14.02.1811 — хх.хх.1815 — полковник Дитерикс (Дитерихс), Иван Иванович
- хх.хх.1815 — 02.05.1816 — подполковник Новосильцев, Семён Матвеевич
- 02.05.1816 — 20.12.1817 — полковник Талызин, Евстигней Петрович
- 21.01.1818 — 03.09.1819 — полковник Талызин, Евстигней Петрович
- 03.09.1819 — 18.04.1826 — полковник Унтилье, Амплей Ананьевич
- 18.04.1826 — 18.01.1830 — подполковник (с 01.01.1827 полковник) Левицкий, Гавриил Гаврилович
- 18.01.1830 — хх.хх.1830 — полковник граф де Шамборан, Виктор Иванович
- хх.хх.1830 — 15.06.1832 — полковник Павлов, Михаил Иванович
- 15.06.1832 — 29.10.1848 — подполковник (с 12.12.1835 полковник, с 07.04.1846 генерал-майор) Халанский, Василий Иванович
- 29.10.1848 — 06.11.1855 — полковник (с 06.12.1853 генерал-майор) Безак, Михаил Павлович
- 06.11.1855 — 31.12.1855 — полковник Терлецкий, Дмитрий Иванович
- 31.12.1855 — 13.02.1861 — полковник Федюхин, Александр Алексеевич
- 03.04.1861 — хх.хх.1863 — полковник Смирнов, Николай Николаевич
- хх.хх.1863 — 06.04.1873 — полковник (с 19.04.1864 генерал-майор) Энгельгардт, Константин Александрович
- 06.04.1873 — 05.05.1873 — полковник Зиновьев, Михаил Алексеевич
- 05.05.1873 — 18.06.1885 — полковник (с 01.01.1878 генерал-майор) Шеколовский, Алексей Лукьянович[29]
- 18.06.1885 — 07.10.1893 — генерал-майор Гофман, Дмитрий Антонович
- 07.10.1893 — 20.07.1899 — генерал-майор Энкель, Николай Густавович
- 29.12.1899 — 15.09.1902 — полковник (с 09.04.1900 генерал-майор) Семпликевич, Иван Тимофеевич
- 05.10.1902 — 28.10.1906 — генерал-майор Лебединец, Александр Яковлевич
- 28.10.1906 — 29.01.1908 — полковник (с 22.04.1907 генерал-майор) Красюк, Александр Александрович[30][31]
- 27.02.1908 — 21.12.1908 — генерал-майор Шатилов, Николай Петрович
- 16.01.1909 — 08.07.1913 — генерал-майор Червинов, Константин Петрович
- 08.07.1913 — 27.09.1914 — генерал-майор Чиж, Степан Степанович
- 06.11.1914 — 18.02.1917 — генерал-майор Седельников, Михаил Михайлович
- 08.03.1917 — 16.09.1917 — полковник (с 20.06.1917 генерал-майор) Суханов, Александр Александрович
- в 1917 — полковник Баклунд, Яльмар Оскарович (временно?)
- 16.09.1917 — хх.хх.хххх — генерал-майор Цветаев, Вячеслав Александрович

### Командиры кавалерийской бригады 17-й дивизии
В 1810 кавалерия выведена из состава дивизии.
- 27.09.1806 — 05.04.1809[33] — генерал-майор князь Одоевский, Иван Сергеевич
  - 24.08.1806 — 26.11.1806 — командующий полковник Бука, Игнатий Яковлевич
  - 30.12.1808 — 29.09.1809 — командующий генерал-майор граф Кинсона, Виктор Осипович
- 29.09.1809 — 13.10.1810 — генерал-майор Алексеев, Илья Иванович